# 大砲
大砲又稱火炮、礟、礮，是利用機械能、化學能（火藥）、電磁能來發射彈體，其射程超過單兵武器射程的武器。英語對「Artillery」的定義也包含射箭機、投石機等大型非火藥武器在內。砲是指火砲，用火藥的遠距離殺傷武器。炮是指一種能發射鐵石鐵丸或砲彈的重型兵器。

## 意義
漢字中石部的「砲」原指投石機與其彈，唐後也指由投石機發射的燃燒物，宋後也指由投石機發射的縱火物與爆裂物，明後也指大型管身火器。宋代之前石部的「砲」與火部的「炮」不同義，火部的「炮」只有「燒烤」的意思，宋代之後火部的「炮」逐漸有石部的「砲」的意思。「火砲」與「火炮」最初皆指發射燃燒物或爆裂物投石機與其砲彈，明後才指大型管身火器。
火砲在現代指口径不小于20毫米（0.78英寸）的管身射击武器。口徑小於20毫米的管身射擊武器稱為槍械。火炮通常由炮身和炮架两大部分组成。炮身包括炮管、炮尾、炮闩等。炮管用来赋予弹丸初速和飞行方向；炮尾用来装填炮弹；炮闩用以关闭炮膛，击发炮弹。炮架由反后坐装置、方向机、高低机、瞄准装置、大架和运动体等组成。反后坐装置用以保证火炮发射炮弹后的复位；方向机和高低机用来操纵炮身变换方向和高低；瞄准装置由瞄准具和瞄准镜组成，用以装定火炮射击数据，实施瞄准射击；大架和运动体用于射击时支撑火炮，行军时作为炮车。

## 历史

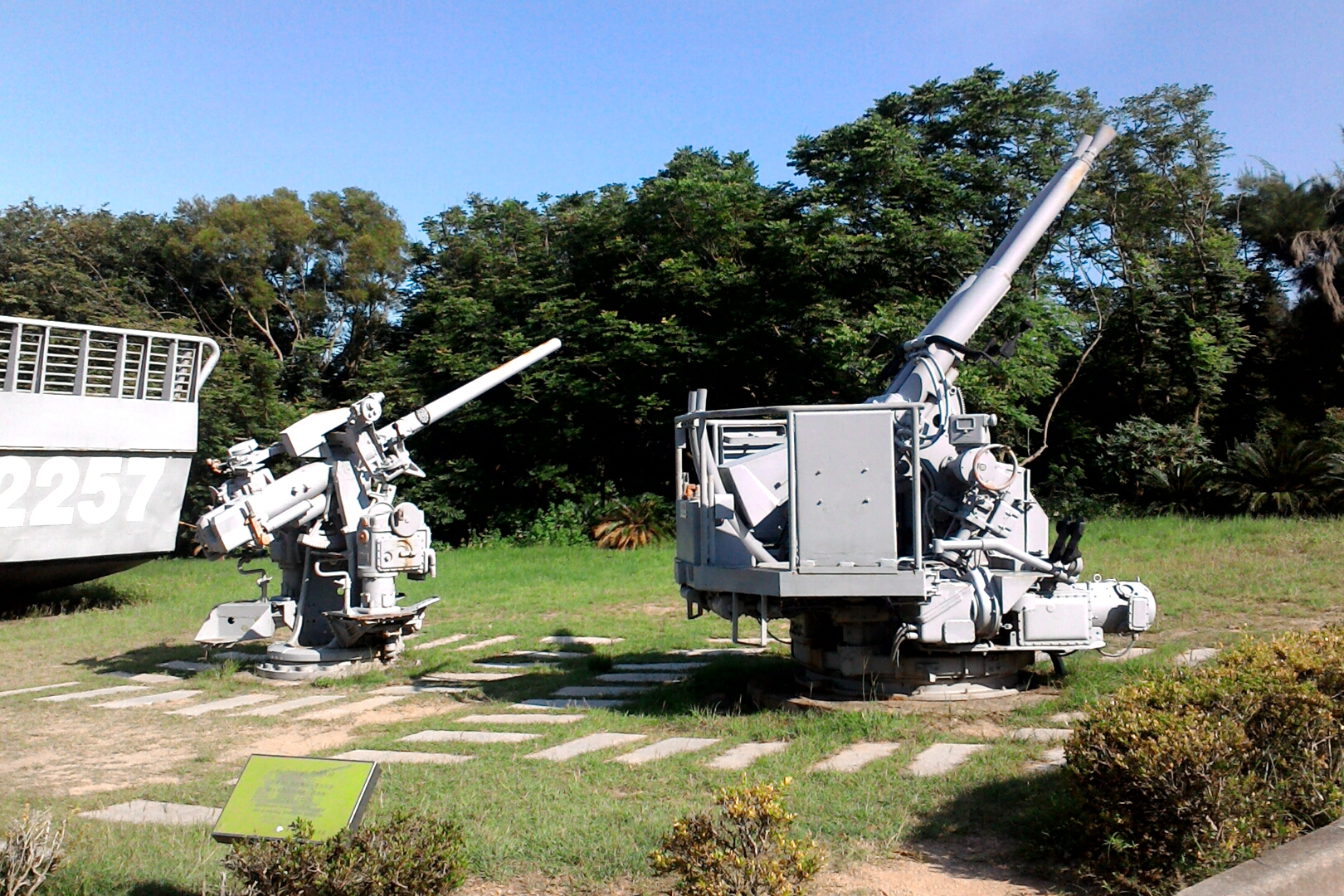
金門國家公園翟山坑道展示的40公厘雙管砲(右)與3吋50倍單管砲(左)。

古代的大砲指投石機等大型投射武器，西方的古希臘、古羅馬與東方的中國都曾使用此類武器。
《唐書·李密傳》：「以機發石為攻城械，號將軍砲。」
公元8世纪后中国发明火药后，逐渐开始用投石機發射火药弹，唐哀帝时郑璠攻打豫章，曾“发机飞火烧龙沙门”，这种「发机飞火」並非指管形的火砲與砲彈，而是一種稱作砲的投石機投出的火藥球。
宋隆興元年（1163年）魏胜駐守海州時，製造出火石砲，這也是指投石機與其扔出的砲彈，而非今日的管形火砲。
現在管形火砲的起源應是南宋的突火槍與元朝時的火銃，這兩者又稱火筒。据李约瑟指出世界上最早的金属火銃出土于中国黑龙江，制造时间为元大德二年（1298年），目前藏于黑龙江省博物馆。然而在1987年9月武威在發現的武威铜火炮才可能是最古老的火炮。元明時火銃分別朝向單兵化與大型化發展，元代著名的大型火銃為碗口銃，大型化的火銃出現後也繼承了火砲與砲的名稱。
英国人在1326年制作金属火炮，在1331年弗留利地区奇维达莱的围城战场上就使用过类似且小型的火铳。与此同时，14世纪欧洲文献这时期的彩图有围城战役中使用的火炮，另外，在瑞典的洛書特附近也出土过火铳，年代在1326至1346年。公元1326年意大利的城订购了金属制大炮，交易文件还保留到今日。爱德华三世在1327年跟苏格兰人作战中和英法百年战争中著名的克雷西會戰曾使用大量火炮。元末于（1332年）曾在部队中装备了金属炮管火炮－青铜火铳（口径105毫米，滑膛前膛火炮），是現今火炮的鼻祖之一。
火炮在歐洲剛投入戰場時，大致上分長炮與臼炮兩種。長炮的鑄造法與水桶類似，再用桶箍加固炮身；而臼炮則直接採用青銅鑄造（失蜡法）。
現代化的火砲來自1897年的法國加農砲French 75，它附加油壓避震器以大幅減少射擊時的後座力，這避震器源自德國工程師Konrad Haussner，他原本想將專利賣給克魯伯軍火公司，但克魯伯公司認為設計仍有問題未購買，之後法國砲兵中校研究跳過 Konrad Haussner的專利，另外設計新的避震器用在火砲上，這技術於1897年成功，成為現代化火砲的原型。

## 圖輯

前膛裝填鐵炮
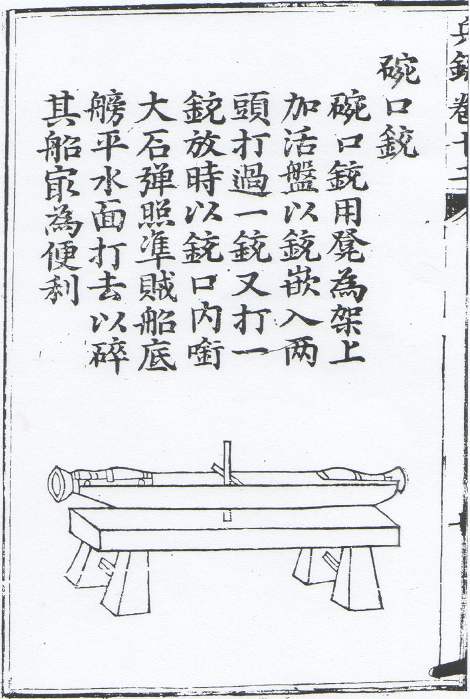
明朝碗口銃。碗口銃最早出現於元朝約1300年前。
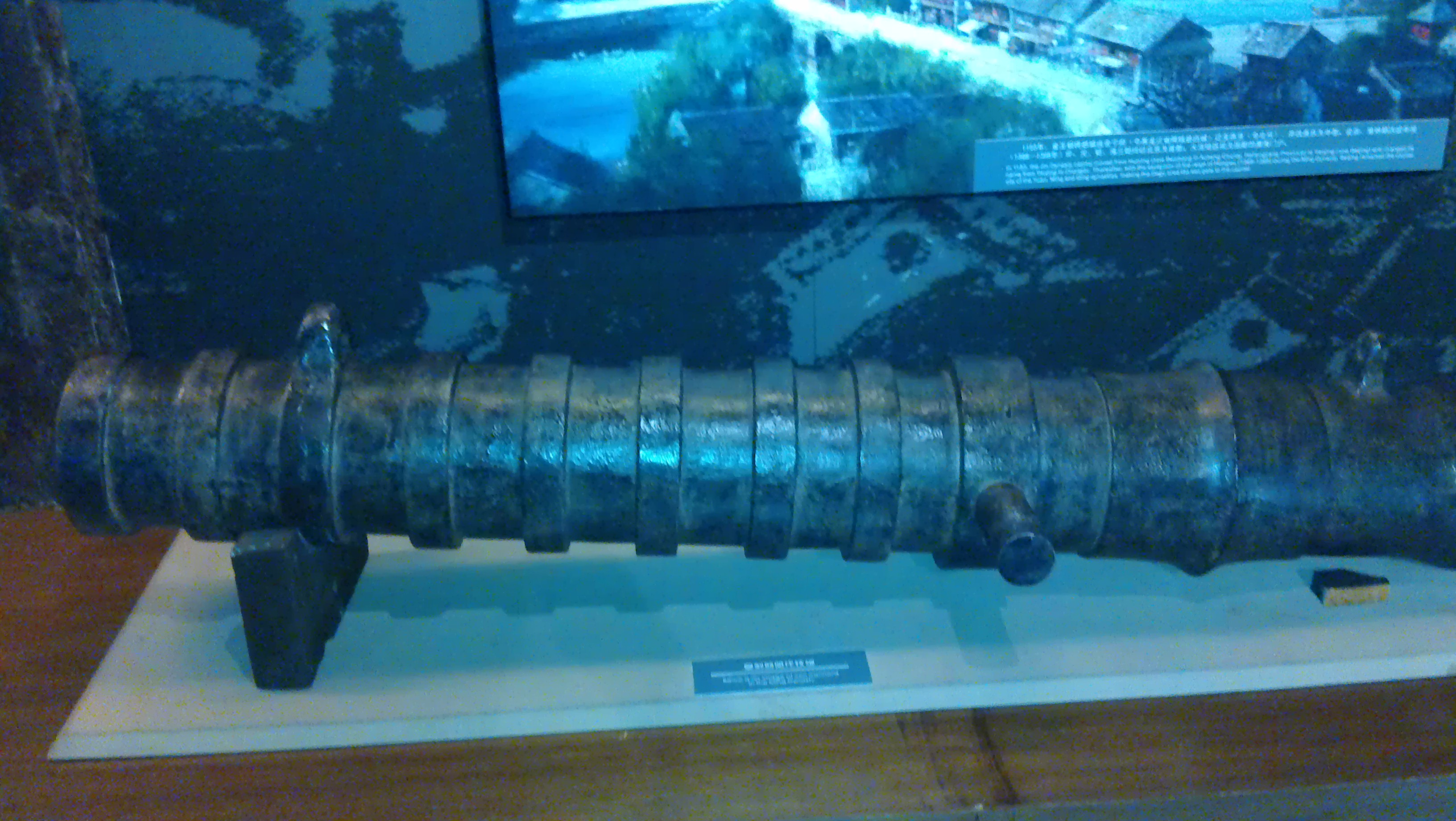
大沽口炮臺展示的明朝製前膛裝填鐵炮
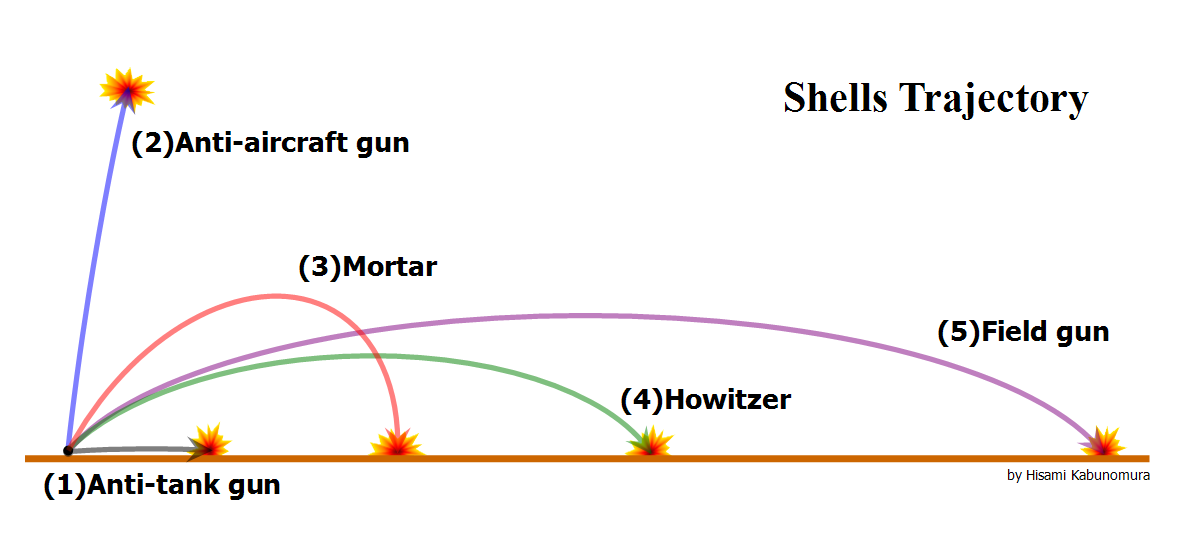
迫擊炮與反坦克炮、高射炮、榴彈炮與野戰炮之彈道比較示意圖
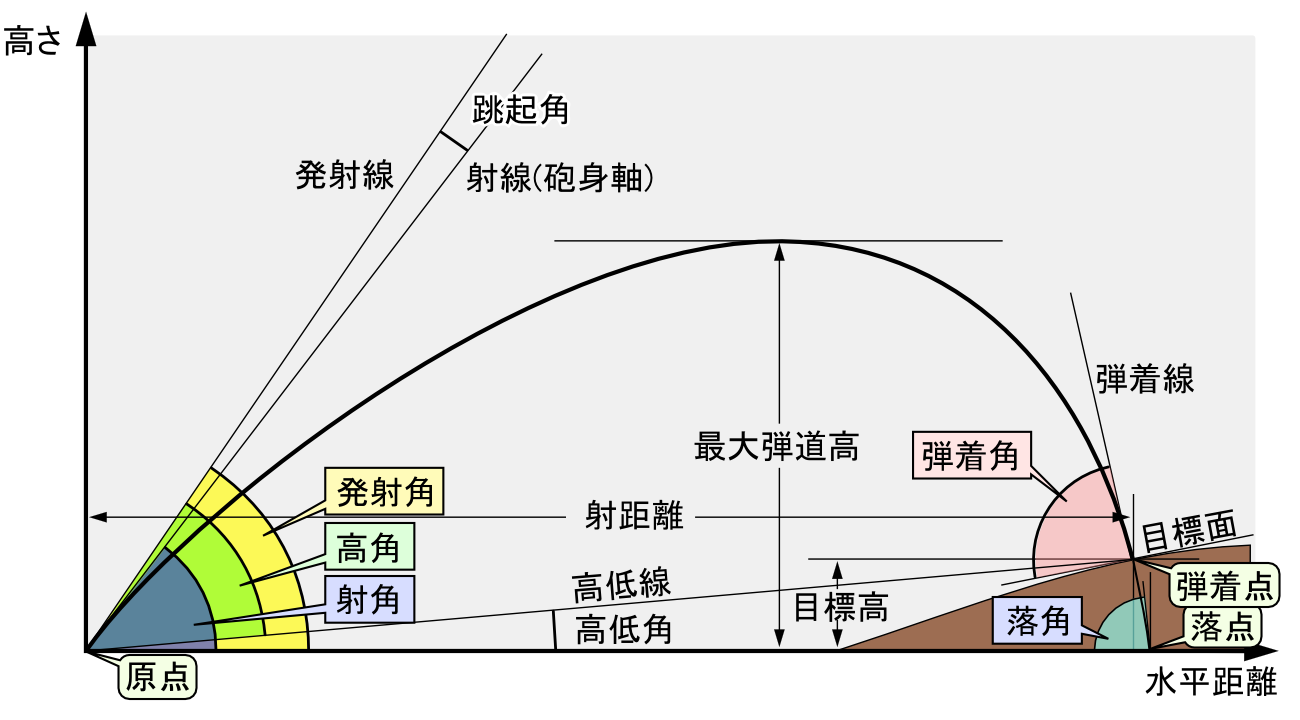
曲射火炮彈著說明圖
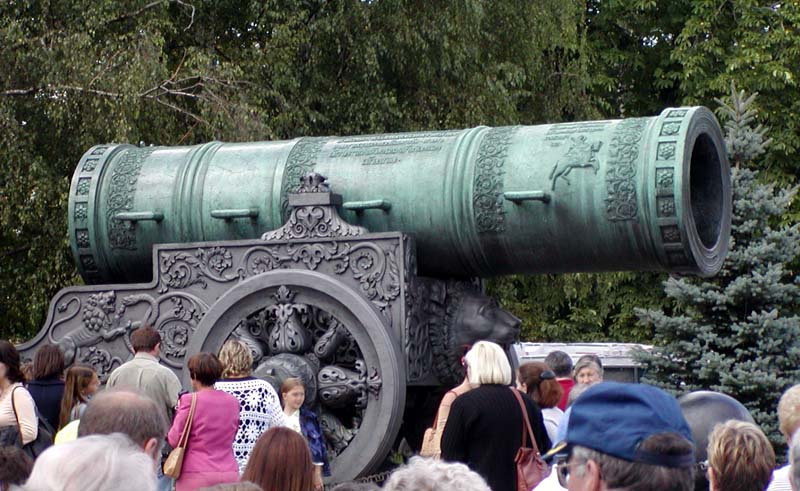
沙皇炮(1586年造)
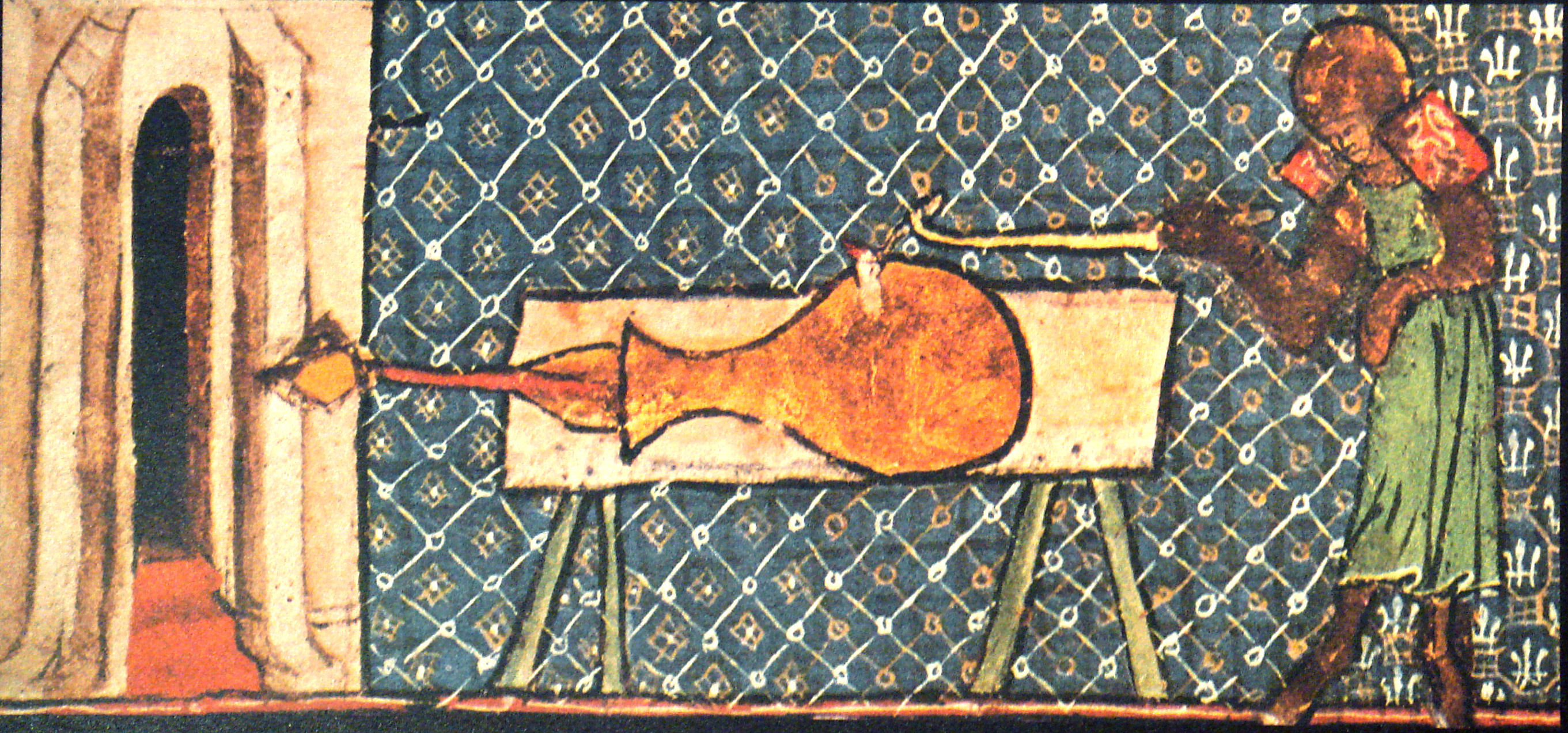
西歐最早的火炮，在瓦尔特·德·米利梅特所著《瓦尔特·德·米利梅特》一書中的彩圖，火炮發明年代大約在1326年。
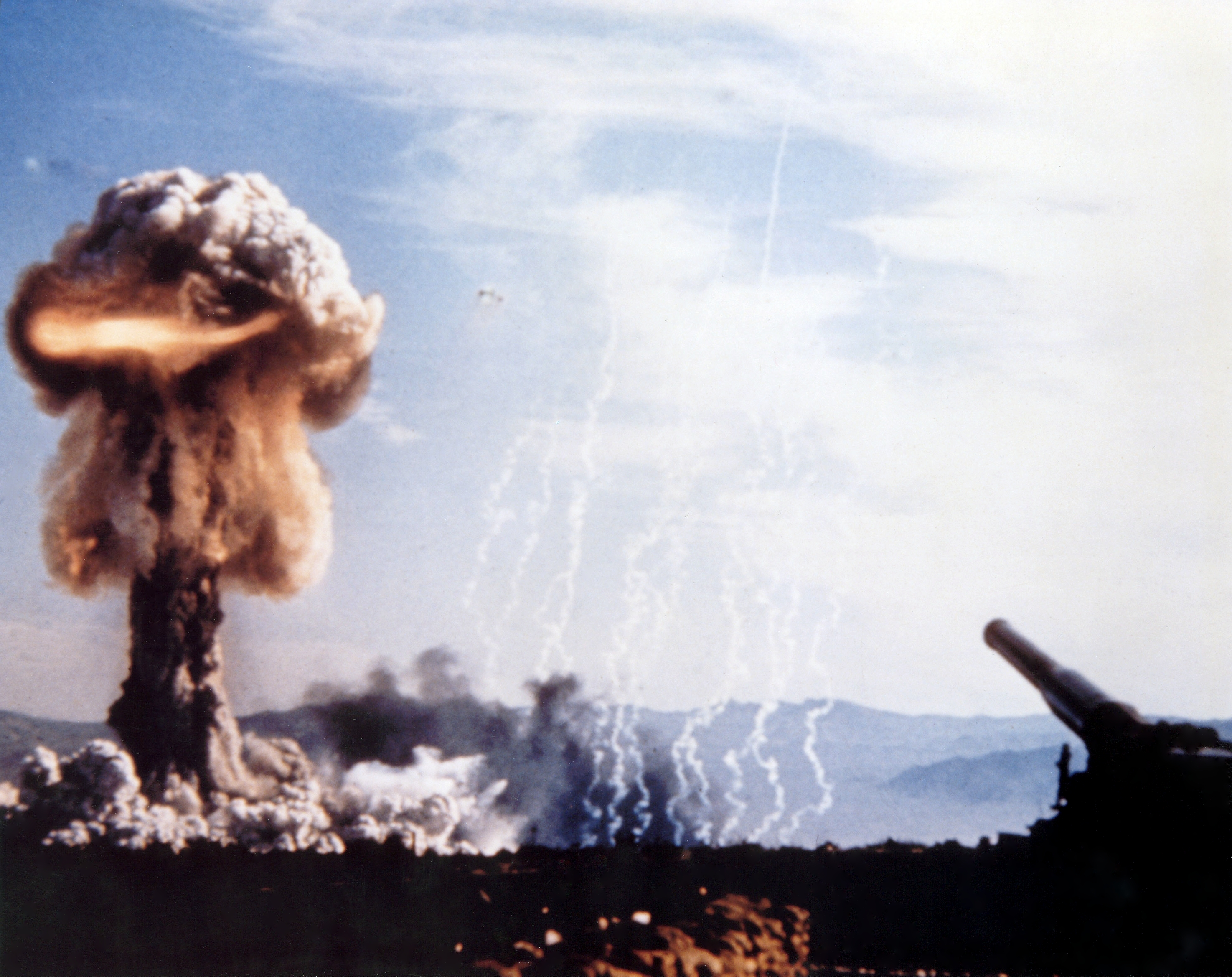
1953年M65 280毫米加農炮試射的W9型15KT小型核炮彈。
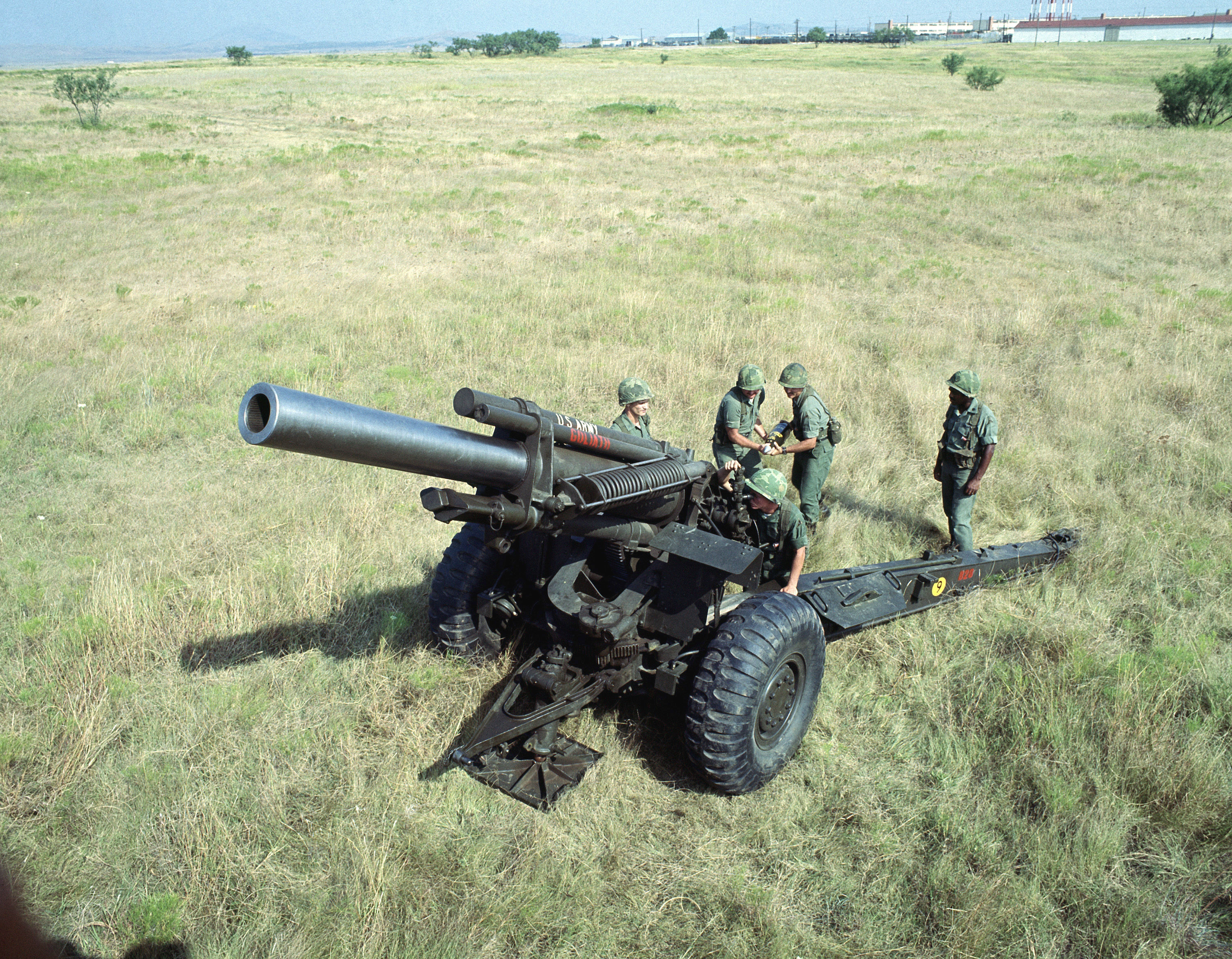
二戰與冷戰期間美國陸軍炮兵所使用的裝備M114榴彈炮（英语：M114 155 mm howitzer）
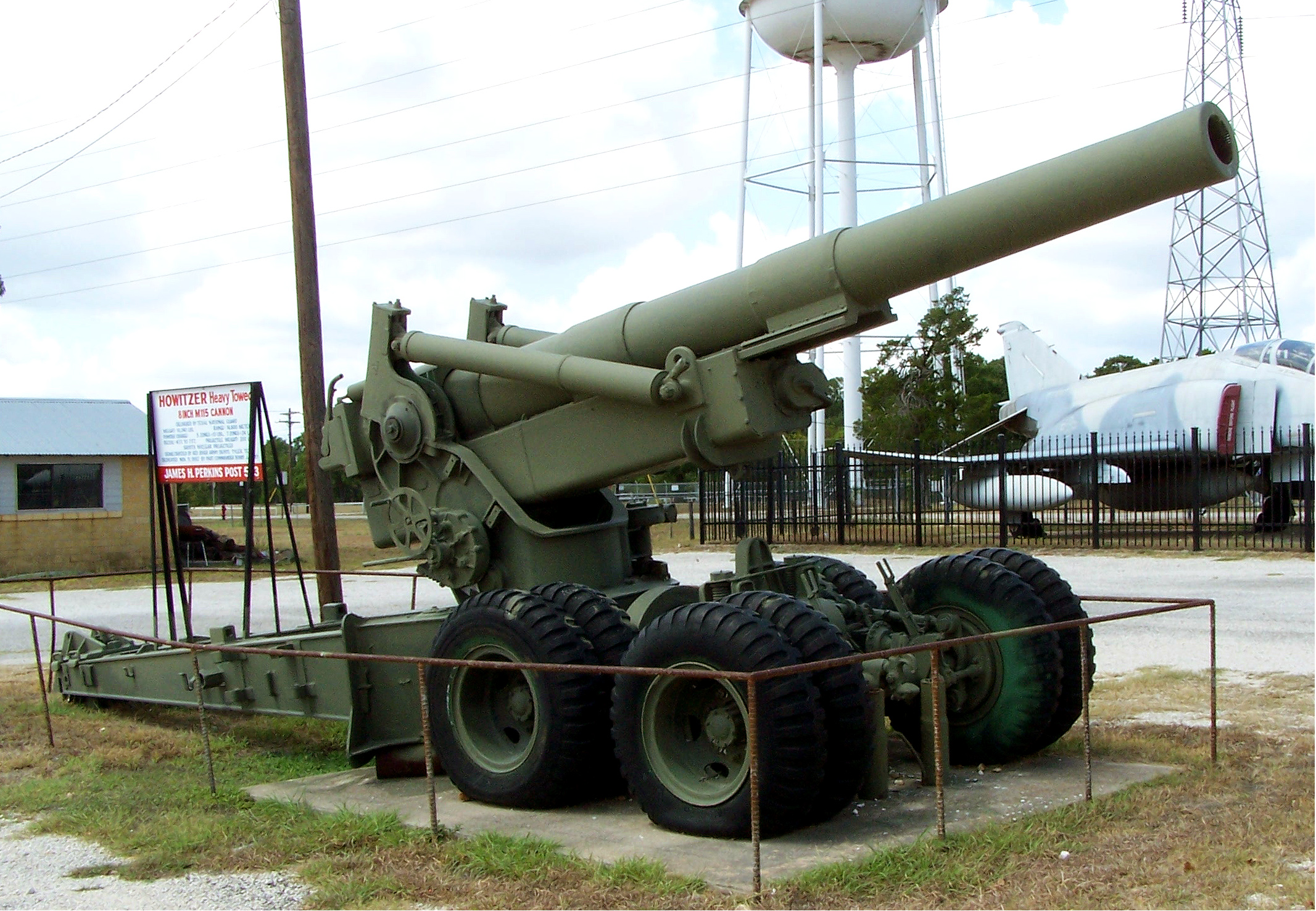
二戰與冷戰期間美國陸軍炮兵所使用的裝備M115榴彈炮
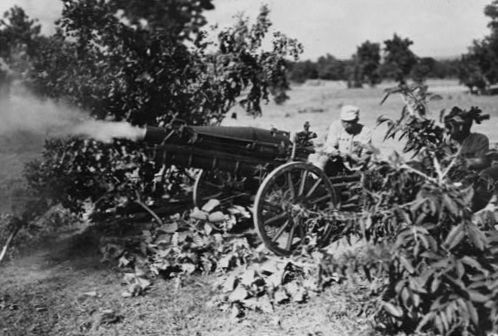
新一軍在中緬印戰區操作M1A1山炮
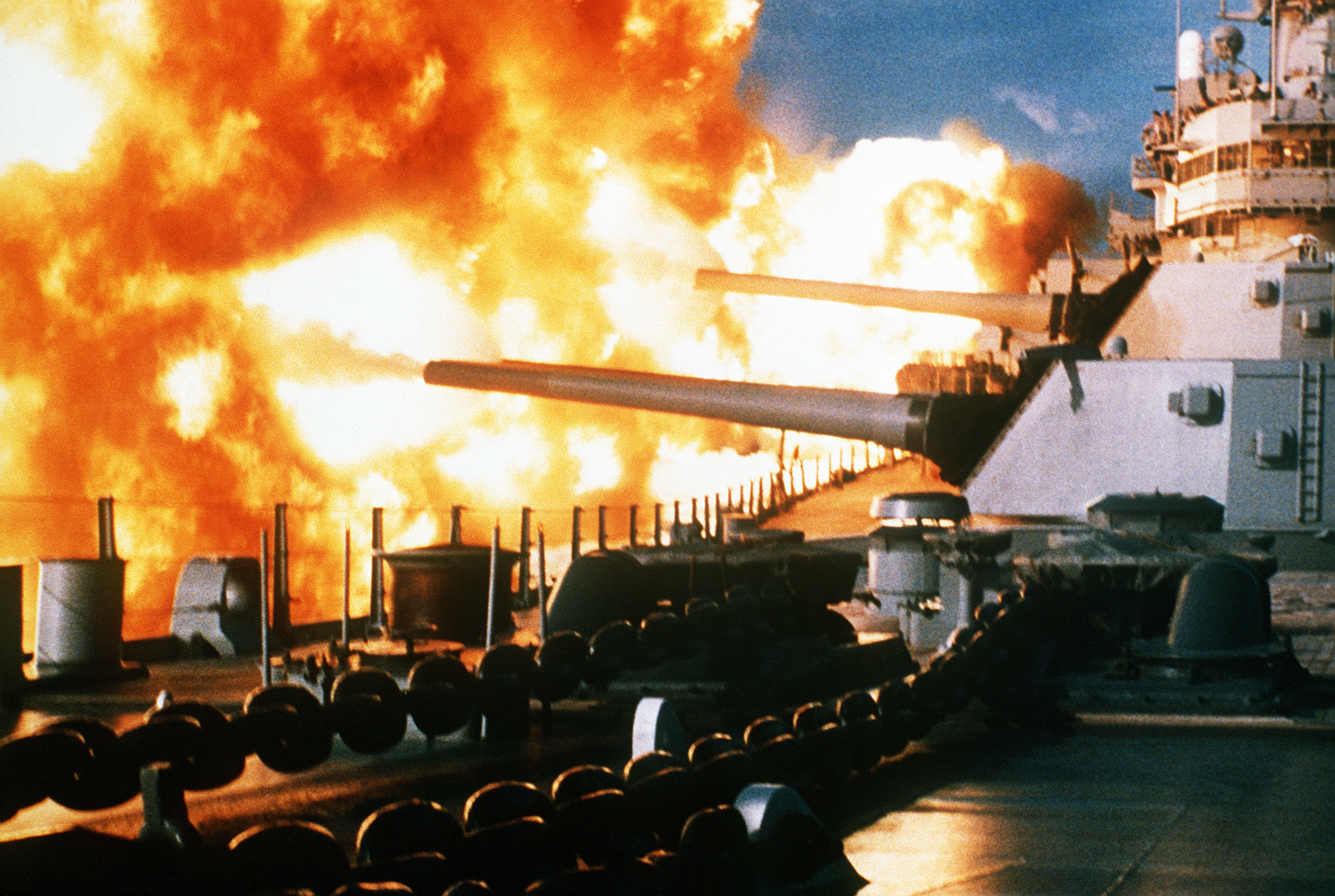
愛荷華級紐澤西號戰艦的Mk 7 16英寸艦砲

## 分类

### 近古
- 碗口銃
- 蛇炮（又稱長管炮，Culverin）
- 隼炮（Falconet）
- 臼炮（Mortar）
- 佛朗機炮 (Breech-loading swivel gun)

### 现代
按照弹道特性可以分为：
- 加農炮（Cannon）
- 榴弹炮（Howitzer）
- 迫击炮（Mortar）

按照用途分可以分为：
- 野戰炮（Field Howitzer）
- 火箭炮（Rocket Artillery）
- 步兵炮（Infantry Support Gun）
- 列車炮（Railway Gun）
- 迫击炮（Mortar）
- 无后坐力炮（Recoilless Rifle）
- 高射炮（Anti-aircraft Gun）
- 坦克炮（Tank Gun）
- 反坦克炮（Anti Tank Gun）
- 航炮 （Aircraft guns）
- 機炮 (Autocannon)
- 舰炮（Naval Artillery）
- 海岸炮（Coastal Artillery）
- 舰炮（Naval Gun）

按照运动方式可以分为：
- 固定式（固定於船艦或炮塔，僅能旋轉和調整高度，無法移動）
- 牵引式（由其他軍用車輛牵引）
- 自行式（自走炮（Self-Propelled Artillery））

按照炮管分类可以分为：
- 线膛式 (Rifle)
- 滑膛式（Smoothbore）

按照炮彈推進方式可以分为：
- 化學能推進 (如使用火藥或炸藥發射炮彈，為目前絕大多數的火炮所採用)
- 電磁推進，如電磁炮(Railgun)和線圈炮(Coilgun)